# Scalps
Scalps és una pel·lícula de terror slasher de fantasia redsploitation dirigida per Fred Olen Ray de l'any 1983.

## Repartiment
- Barbara Magnusson: Ellen Corman
- Frank McDonald: Ben Murphy
- Jo-Ann Robinson: D.J.
- Richard Alan Hench: Randy / Black Claw
- Roger Maycock: Karshaw Ellerbe